# بنياد أباد
بنياد أباد هي قرية في مقاطعة كوثر، إيران. يقدر عدد سكانها بـ 406 نسمة بحسب إحصاء 2016.